# Ящук, Т. А.
Ящук Т. А. — литературная мистификация, малоизвестный русский поэт начала XX века, выдуманный академиком М. Л. Гаспаровым, поместившим несколько стихотворений под этой подписью в книге «Русские стихи 1890-х — 1925-го годов в комментариях» (1993).
Справка об авторе, придуманная Гаспаровым, гласила:

«Ящук Т. А. (даты и обстоятельства жизни почти неизвестны) — поэт, начавший (ок. 1903—1904) подражаниями Л. Мею и К. Случевскому, затем подпавший под сильное влияние В. Брюсова и предвосхитивший многие веяния постсимволистской поэтики, будучи при этом никак лично не связан с её носителями. Печатался преимущественно в эфемерных литературных изданиях (Киев, Одесса, Нижний Новгород, Саратов), вызывая незаслуженные насмешки провинциальной критики»

М. И. Шапир в статье «Гаспаров-стиховед и Гаспаров-стихотворец», говоря о Гаспарове как о «блистательном переводчике-буквалисте … и оригинальном поэте», высказал догадку, что Т. А. Ящук — вымышленный автор, а стихи, подписанные «последней русской фамилией», созданы, по образцу Брюсова — автора и составителя «Русских символистов», — специально для иллюстрации тех твёрдых форм, которые малоупотребимы в русской поэзии, но необходимы для общей картины: сонета французского типа и ритурнели.
Позднее, уже после смерти Гаспарова, Р. Д. Тименчик печатно подтвердил эту версию: «Когда словарь „Русские писатели“ только задумывался, его вдохновитель Константин Чёрный умолял сотрудников разыскивать как можно больше писателей начала XX века как можно помельче и решил, что за трудоемкие источниковедческие разыскания о микроскопических фигурах, за время, отрываемое от зарабатывания денег на жизнь своих семей (а в „Словаре“ платили сущие гроши!) для воссоздания биографий никем не читаемых персонажей, коллектив может наградить себя „лишним, добавочным“ русским писателем. Он предстанет в самом финале многотомного словаря, предел малозаметности в литературном процессе, ноль, вернее, минус единица. Размещаясь на излёте русского алфавита, для надёжности ему хорошо б произойти на свет каким-нибудь Яяцковым, но фонетического правдоподобия ради пришлось ограничиться Ящуком. Это имя вместе с Костиным замыслом я вручил Михаилу Леоновичу Гаспарову, который с охотой приступил к монтажу гомункулуса».